# Bill Evans
Bill Evans   (Plainfield, 16 d'agost de 1929 - Nova York, 15 de setembre de 1980), nascut William John Evans, va ser un pianista i compositor de jazz estatunidenc.

## Biografia

### Joventut
Bill Evans va néixer a Nova Jersey fill de Harry L. Evans, nascut a Gal·les i de Mary Saroka Evans, nascuda a Rusyne, tots dos amants de la música. El fan estudiar piano i, com a segon instrument, violí (al qual renunciarà al cap de dos anys) i després flauta. Quan era adolescent va començar a interessar-se pel jazz, i en particular per Bud Powell, Nat King Cole, George Shearing i Lennie Tristano; toca en orquestres locals d'aficionats. Va continuar els seus estudis musicals al Southern Louisiana College, en el qual es va graduar el 1950. Després d'un breu pas a l'orquestra del clarinetista Herbie Fields, va passar tres anys a l'exèrcit, com a flautista, estacionat a Fort Sheridan. Conservarà durant molt de temps un amarg record d'aquests anys.
Desmobilitzat l'any 1954, va començar a tocar i enregistrar amb les orquestres menors de Nova York (la més coneguda és l'orquestra "de varietés" dirigida per Jerry Wald), mentre feia classes de composició a la Mannes School of Music.

### Primeres gravacions
L'any 1955 va ser observat pel compositor i teòric del «concepte lidi» George Russell que el convoca per a l'enregistrament de l'àlbum The Jazz Workshop amb el seu "jazz smalltet" (1956) i després del títol All about Rosie a l'àlbum col·lectiu Brandeis Jazz Festival (1957). Russell i Evans es trobaran més tard per a altres àlbums: Nova York, NY (1959), Jazz in the Space Age (1960), Living Time (1972).
El setembre de 1956, va gravar sota el seu propi nom, per al segell Riverside (amb el productor Orrin Keepnews), New Jazz Conceptions en trio amb Teddy Kotick al contrabaix i Paul Motian a la bateria. Si Bill Evans encara no havia trobat la interacció que caracteritzarà la seva aproximació al trio de jazz, ja demostra en aquest disc la seva innovadora tècnica d’harmonització.
Després d'haver-lo donat a conèixer aquest àlbum i el seu treball amb Russell, Bill Evans es va convertir en un músic d'estudi amb una gran demanda i molts músics van demanar els seus serveis, com Tony Scott, Don Elliott, Eddie Costa, Jimmy Knepper, Helen Merrill, Sahib Shihab i Charles Mingus.
Entre febrer i novembre de 1958, va formar part, al costat de John Coltrane i Cannonball Adderley, del sextet habitual de Miles Davis. L'any 1959, el trompetista el va tornar a cridar per a l'enregistrament de l'àlbum Kind of Blue. Miles Davis sempre ha reconegut la importància de la contribució d'Evans a aquest disc emblemàtic del jazz modal.
Després d'aquest interludi amb Miles Davis, Bill Evans va reprendre una intensa carrera com a sideman –que no va aturar fins al 1963, data del seu contracte amb Verve– gravant, entre d'altres, amb Cannonball Adderley, Michel Legrand, Art Farmer, Chet Baker, Lee Konitz, John Lewis, Oliver Nelson, Kai Winding, JJ Johnson i Bob Brookmeyer.
Paral·lelament, tot i que no tenia un trio habitual, va gravar discos amb aquesta fórmula amb el seu propi nom: Everybody digs Bill Evans (1958) i On Green Dolphin Street (1958 – inèdit en aquell moment).

### Dècada de 1960
El 1959, va formar un trio habitual amb el baixista Scott LaFaro i el bateria Paul Motian. Els tres socis, trencant amb la tradició en què el contrabaixista i el bateria es limitaven a un paper d'acompanyament, es dediquen a una autèntica «improvisació a tres». És això «interacció» – aquesta sinergia constant entre els tres músics – que fa que l'especificitat i la modernitat d'aquest trio.
Els tres graven quatre discos: Portrait in Jazz (1959), Explorations (1961) i sobretot dos àlbums mítics de la mateixa sessió al Village Vanguard de Nova York: Vals per a Debby i Sunday at the Village Vanguard. Scott LaFaro va morir en un accident de trànsit només deu dies després de gravar aquests discos.
Profundament afectat per la mort de LaFaro, Bill Evans, tot i que continua la seva carrera com a acompanyant (àlbums com a acompanyant de Mark Murphy, Herbie Mann, Tadd Dameron, Benny Golson...), no enregistra res com a trio durant gairebé un any. Sota el seu nom, va gravar, a duo amb Jim Hall, l'àlbum Undercurrent.
No va ser fins al maig de 1962 que se'l troba a l'estudi com a trio, aquesta vegada amb Chuck Israels al contrabaix i Paul Motian a la bateria. El que surt d'aquestes sessions són els àlbums How My Heart Sings! i Moon Beams.
A finals de 1962 -inicis de 1963, enregistra els seus últims àlbums per al segell Riverside: Interplay (com a quintet amb Freddie Hubbard i Jim Hall), Loose Blues (com a quintet amb Zoot Sims i Jim Hall, sense editar en aquell moment), At Shelly's Manne-Hole (com a trio amb Chuck Israels i Larry Bunker), i 13 temes en solitari (The Solo Sessions: Volum 1 i 2 - sense editar en aquell moment). Trencant el temps d'un àlbum amb el seu trio habitual, va gravar el 1962 per a Verve, mentre encara estava sota contracte amb Riverside, el disc de trio Empathy del qual Shelly Manne era la colíder.
Evans signa amb Verve-MGM. Per a Verve, Bill Evans continuarà gravant amb els seus trios habituals, però Creed Taylor, llavors productor del segell, l'empenyerà a diversificar la seva producció: àlbums amb altres estrelles de la marca (Stan Getz, Gary McFarland...), en solitari, re-enregistrament, amb orquestra simfònica...
Entre 1962 i 1969, el personal del trio «regular» d'Evans es reelabora amb força freqüència. Entre 1962 i 1965, Chuck Israels va ser substituït ocasionalment al contrabaix per Gary Peacock (Trio '64) i el veterà Teddy Kotick. A partir del 1966 i durant 11 anys, Eddie Gómez ocuparà el càrrec de contrabaixista.
Els successius bateries van ser Larry Bunker (Live (1964), Trio '65), Arnold Wise (Bill Evans at Town Hall, 1966), Philly Joe Jones (Califòrnia, Here I Come, 1967), Jack DeJohnette (Bill Evans al Montreux Jazz). Festival, 1968) i, més breument, Joe Hunt i John Dentz. El 1969, el bateria Marty Morell es va unir al trio, romanent-hi fins al 1975.
Durant aquest període, en les gires europees, Evans viatja de vegades sense els seus acompanyants habituals i després recorre a músics "locals": Palle Danielsson, Niels-Henning Ørsted Pedersen, Rune Carlsson (1965), Alex Riel (1966)...
Durant el seu període Verve, Evans va gravar amb fórmules diferents del seu "trio habitual". En solitari grava Alone (1968). Torna a enregistrar les Converses with Myself (1963), després Further Conversations with Myself (1967). Amb orquestra de corda (dirigida per Claus Ogerman) i trio, Bill Evans trio amb orquestra simfònica (1965). Amb altres músics, Gary McFarland (1962), Stan Getz (1964), Monica Zetterlund (Waltz for Debby, 1964), Jim Hall (Intermodulation, 1966), Shelly Manne (A Simple Matter of Conviction - 1966), Jeremy Steig (What's New, 1969). Aquí acaba el "Període Verve", amb el disc From Left to Right (1970), un enregistrament a la frontera entre la música lleugera i el jazz, on Bill Evans, acompanyat per una orquestra de corda, utilitza per primera vegada el piano elèctric "Fender Rhodes".
Cal destacar que els últims àlbums d'Evans per a Verve ja no són produïts per Creed Taylor sinó per Helen Keane (agent artístic d'Evans des de 1962). A partir del final del contracte amb Verve, és Helen Keane qui farà d'"entrenador" de la carrera del pianista. Serà la productora dels discos que Evans gravarà per a Columbia, CTI Records, Fantasy i Warner Bros.

### Dècada de 1970
Entre 1969 i 1975, Bill Evans va actuar principalment amb Eddie Gómez i Marty Morell. Aquest trio enregistra molts àlbums: entre d'altres, Jazzhouse, You're Gonna Hear From Me (1969), Montreux II (1970), The Bill Evans Album (1971), The Tokyo concert, Half Moon Bay (1973), Since We Met, Re: Person I Knew, Blue in green(1974).
Durant aquest període, Bill Evans participa en dos enregistraments força allunyats de les seves produccions habituals: Living Time, una composició experimental per a piano i gran conjunt de George Russell (1972) i Symbiosis (1974), un concert per a piano i orquestra de "Third stream music" compost per Claus Ogerman. També va gravar en aquesta època dos àlbums a duo amb Eddie Gómez (Intuition - 1974, Montreux III - 1975) i un en solitari (Alone (Again) - 1975). Evans també va gravar dues sessions (The Tony Bennett: Bill Evans Album - 1975, Together again - 1976) amb el crooner Tony Bennett. Finalment, Evans signa el seu últim disc en reenregistrament, New Conversations (1978).
El 1976, Marty Morell va ser substituït a la bateria pel discret però subtil Eliot Zigmund. Aquest seguirà sent l'últim rítmic que s'integrarà perfectament a l'univers del pianista. El trio així compost troba un segon vent i enregistra I Will Say Goodbye (1977, publicat el 1980, després de la mort del pianista) i l'elegíac You Must Believe in Spring (1977, publicat el 1981). Els tres homes també van gravar Crosscurrents (1977) amb Lee Konitz i Warne Marsh.
Eddie Gómez va deixar Evans el 1978. Després d'haver provat nombrosos contrabaixistes (Michael Moore, Michel Donato …), Evans contracta al jove Marc Johnson. Va ser per aquesta època quan es va gravar l'àlbum del quintet Affinity amb Toots Thielemans i Larry Schneider. El 1979, es va reunir amb Larry Schneider però aquesta vegada amb Tom Harrell, per a un altre disc del quintet, We will meet again. Durant un breu període, el "veterà" Joe Philly Jones va tornar a ocupar-se com a bateria, abans que Evans contractés un altre jove músic, Joe LaBarbera.
No hi ha cap gravació d'estudi d'aquest trio definitiu. D'altra banda, es va gravar molt en discoteques o en concerts (Homecoming, The Paris concert. ed. 1 & 2, Turn out the stars: els enregistraments finals de Village Vanguard, The Last Waltz, Consagration...). Tots aquests enregistraments només es van publicar després de la mort del pianista.
La música d'aquest trio és el "cant del cigne" del pianista. Actua per penúltima vegada l'agost de 1980 al Festival de Jazz de Molde. El 15 de setembre de 1980, als cinquanta-un anys, amb una hepatitis mal tractada, el seu cos esgotat per una addicció a les drogues massa llarga (heroïna als anys 60 i 70, cocaïna al final de la seva vida), Bill Evans va morir arran d'una hemorràgia interna.

## Obra

### Discografia
La discografia de Bill Evans és especialment important. A més de les gravacions "oficials" per a segells com Riverside, Verve, CTI, Columbia, Fantasy i Warner Bros. Records, hi ha un nombre important d'àlbums més o menys oficials.

### Composicions musicals
- B minor waltz
- Bill's belle (àlies Just a beginner in love)
- Bill's hit tune
- Blue in Green (coautor Miles Davis)
- C minor blues chase
- Carnival
- Catch the wind (àlies Get yourself another fool)
- Children's play song
- Chromatic tune
- Comrade Conrad (àlies Theme for Crest)
- Displacement
- Epilogue
- Five
- For Nenette (àlies In april)
- Fudgesicle built for two
- Fun ride
- Funkkallero
- Funny man
- G waltz
- Here's something to you
- Hollywood (escrita amb Claus Ogerman)
- Interplay
- It's love, it's Christmas
- It must be love*
- Knit for Mary F.
- Laurie (àlies The dream)
- Letter To Evan
- Loose Bloose
- Maxine
- My bells
- NYC's: no lark
- One for Helen
- Only child
- The opener
- Orbit (àlies Unless it's you)
- Peace Piece
- Peri's scope
- Prologue
- Re: person I knew
- Remembering the rain
- Show type tune (àlies Tune for a lyric)
- A simple matter of conviction
- Since we met
- Song for Helen
- Story line
- Sugar plum* (coautor John Court)
- Theme: what you gave (àlies Don't count your dreams till they come true!)
- There came you
- These Things Called Changes
- 34 skidoo
- Tiffany
- Time remembered
- Turn out the stars
- Twelve tone tune (àlies T.T.T.)
- Twelve tone tune two (àlies T.T.T.T)
- The two lonely people (àlies The man and the woman)
- Very early
- Walkin' up
- Waltz for Debby
- Waltz in Eb
- We will meet again
- Yet ne'er broken
- Your story